# Марчена, Карлос
Ка́рлос Марче́на Ло́пес (исп. Carlos Marchena López; род. 31 июля 1979[…], Севилья, Андалусия, Испания) — испанский футболист. Играл на позициях защитника и полузащитника. Выступал за сборную Испании.

## Клубная карьера
Воспитанник футбольного клуба «Севилья», Карлос Марчена дебютировал в основном составе команды в 1997 году, когда клуб выступал в Сегунде. В сезоне 1999/2000, когда «Севилья» вернулась в Примеру, Марчена сыграл свой первый матч в элитном дивизионе испанского футбола. Когда по итогам сезона «Севилья» не смогла сохранить прописку в Примере, футболист перешёл в португальскую «Бенфику», где и отыграл следующий сезон. В 2001 году Карлос Марчена вернулся в испанский чемпионат, подписав контракт с «Валенсией» (в рамках сделки по приобретению Марчены «Валенсия» отдала «Бенфике» одного из своих ведущих полузащитников — Златко Заховича). Как показали дальнейшие события, и для команды, и для футболиста трансфер оказался более чем удачным: в первом же сезоне, сыгранном Марченой за «Валенсию», клуб впервые после 31-летнего перерыва стал чемпионом Испании, а сам защитник закрепился в основном составе и получил вызов в национальную сборную. В сезоне 2003/04 «Валенсия» повторила свой успех, добавив к победе в национальном первенстве победы в Кубке УЕФА и Суперкубке; немалый вклад в победы команды внёс Карлос Марчена, ставший к тому времени лидером обороны клуба. В 2005 году футболист продлил действующий контракт с клубом. В сезонах 2008/09 и 2009/10 Карлос Марчена исполнял обязанности капитана «Валенсии».
В межсезонье 2010 Карлос Марчена после 9 проведённых за клуб сезонов ушёл из «Валенсии». Новым клубом футболиста стал «Вильярреал». Контракт со своим новым клубом Карлос Марчена заключил на 3 сезона.

## Карьера в сборной
В 1999 году Карлос Марчена был приглашён в молодёжную сборную Испании, в том же году став в её составе чемпионом мира. В 2000 году в составе олимпийской сборной защитник завоевал серебро Олимпиады в Сиднее. С 2002 года Карлос Марчена — футболист главной национальной сборной, в её составе он принимал участие во всех крупных турнирах 2004—2010 годов (при этом игроком основы Марчена был только на чемпионатах Европы). Карлос — чемпион мира (2010) и чемпион Европы (2008) по футболу.
В мае 2010 года Марчена побил рекорд легендарного бразильца Гарринчи по числу игр за сборную без поражений подряд. Достижение Гарринчи — 49 матчей — держалось с 1966 года; Марчена, приняв участие в товарищеской встрече испанцев со сборной Саудовской Аравии, провёл свою пятидесятую кряду игру в футболке «красной фурии», ни в одной из которых Испания не покидала поле побеждённой.

## Достижения

### Командные
Сборная Испании
- Чемпион мира: 2010
- Чемпион Европы: 2008
- Чемпион мира (молодёжные команды): 1999
- Серебряный призёр Олимпийских Игр: 2000

«Валенсия»
- Чемпион Испании: 2002, 2004
- Обладатель Кубка Испании: 2008
- Обладатель Кубка УЕФА: 2004
- Обладатель Суперкубка УЕФА: 2004
- Бронзовый призёр чемпионата Испании: 2006, 2010

### Личные
- Включен в символическую сборную чемпионата Европы 2008 года по версии FIFA